# دانيال سيلفر
دانيال سيلفر (بالإنجليزية: Daniel Silver)‏ هو نحات بريطاني، ولد في 1972 في لندن في المملكة المتحدة.

## وصلات خارجية
- الموقع الرسمي